# Josef Wieser (tyrolský politik)
Josef Wieser (28. listopadu 1828 Völlan – 8. února 1899 Bolzano) byl rakouský římskokatolický duchovní a politik německé národnosti z Tyrolska (respektive z dnešního Jižního Tyrolska), v 2. polovině 19. století poslanec Říšské rady.

## Biografie
13. ledna 1854 byl vysvěcen na kněze. Působil pak po kratší dobu jako kooperátor v Leifers, Sarntheinu a Kaltern. Následně po patnáct let vyučoval teologii v Trentu. Dalších dvacetšest let vykonával funkci duchovního v Bolzanu. Byl proboštem.
Byl aktivní i politicky. Zasedal coby duchovní na Tyrolském zemském sněmu. Působil také jako poslanec Říšské rady (celostátního parlamentu Předlitavska), kam nastoupil ve volbách roku 1879 za kurii velkostatkářskou v Tyrolsku, I. voličský sbor. Ve volebním období 1879–1885 se uvádí jako Josef Wieser, probošt a městský farář, bytem Bolzano. Po roce 1885 se vzdal další politické kariéry kvůli postupující nemoci, kdy ztratil zrak.
V roce 1879 se uvádí jako konzervativní poslanec. Přistoupil ke konzervativnímu Hohenwartově klubu (tzv. Strana práva).
I po ztrátě zraku nadále vykonával své povinnosti duchovního. Zemřel na zánět pohrudnice v únoru 1899.